# Antonio Ramón
Antonio Ramón Ramón (Molvízar, 13 novembre 1879 – 1924) è stato un anarchico spagnolo.

## Biografia
Nacque nella città di Molvízar, a Granada, in Spagna. È conosciuto principalmente per il suo tentativo di uccidere il generale Roberto Silva Renard in seguito al massacro della scuola Santa María di Iquique, nel quale era morto il fratellastro di Ramón.

### Massacro della scuola di Santa María di Iquique
Il massacro più sanguinoso nella storia del Cile ebbe luogo il 21 dicembre 1907 a Iquique. Il 4 dicembre i lavoratori delle miniere di nitrati, un'industria di punta in gran parte di proprietà di capitali stranieri (britannici e tedeschi), scioperarono per chiedere condizioni di lavoro umane e salari più alti. Entro il 13 dicembre fu annunciato uno sciopero generale in tutte le miniere di nitrati. I minatori erano boliviani, argentini, peruviani e cileni. Circa 18000 lavoratori, insieme a mogli e figli, marciarono senza cibo né acqua verso il porto di Iquique in cerca di sostegno. Il 14 dicembre, anche i lavoratori marittimi si unirono allo sciopero.
Il generale Roberto Silva Renard ordinò alle unità militari di reprimere le proteste uccidendo i lavoratori insieme alle loro famiglie, riservando un trattamento particolarmente duro ai sopravvissuti.

### L'assassino
Tra i morti del massacro di Santa María c’era Manuel Vaca, un operaio immigrato spagnolo. Antonio Ramón, suo fratellastro, era molto legato a lui. All'epoca del massacro, Ramón viveva in Argentina, ma quando smise di ricevere notizie dal fratello, si recò a Iquique per scoprire cosa fosse successo. Si pensa che avesse già intenzione di vendicarsi, poiché acquistò prima di partire un pugnale e della stricnina.
Motivato dal desiderio di vendetta, Ramón arrivò in Cile dall’Argentina usando la propria identità. Dopo sette anni, decise di agire: il 14 dicembre 1914, trovò il generale Silva Renard che camminava da solo in via Viel, a Santiago, e lo accoltellò sette volte alla schiena e alla testa. Renard cominciò a gridare "Assassino! Assassino!" e alcuni passanti accorsero in suo aiuto.
Ramón cercò allora di fuggire, ma fu catturato da un agente carcerario fuori servizio, Perfecto Salazar Acevedo. Vedendosi circondato e senza via di scampo, Ramón bevve la stricnina che portava con sé, ma ne vomitò gran parte e sopravvisse. In custodia, negò con forza il coinvolgimento di altri nell'attentato, mentre i lavoratori organizzarono campagne pubbliche per finanziare la sua difesa. Fu infine condannato a cinque anni di prigione.
Renard sopravvisse all'attacco, ma riportò danni permanenti: perse il movimento di metà del volto, divenne cieco e visse come invalido fino alla sua morte nel 1920. Ramón fu liberato nel 1919 e da allora si persero le sue tracce.